# Mimi Aguglia
Giroloma Aguglia, conocida artísticamente como Mimi Aguglia (Palermo, Sicilia, 21 de diciembre de 1884-Woodland Hills, Los Ángeles, California, Estados Unidos, 31 de julio de 1970), fue una actriz de teatro y cine italiana y estadounidense. Se inició en el teatro a temprana edad, y en su juventud realizó giras internacionales. En la década de 1930 comenzó a participar en películas de Hollywood y desarrolló allí su carrera como actriz hasta la década de 1970.

## Biografía
Nació prácticamente "en las tablas", en el seno de una familia dedicada al teatro, cuando su madre, la famosa actriz siciliana Giuseppina Aguglia, mientras encarnaba el papel de Desdémona en la obra Otelo, de William Shakespeare, la dio a luz durante una representación. Recibió el nombre de Giroloma en honor de su abuelo Girolamo Aguglia. Comenzó a participar en piezas teatrales junto a su madre desde los 5 años de edad. 
Ya en su adolescencia y juventud realizó varias giras por Italia y por Europa, y se convirtió en una famosa actriz teatral internacional. Fue "descubierta" por Hollywood, y desde la década de 1930 fue muy requerida en películas. 
Su hija Argentina Brunetti también fue una actriz de Hollywood.